# Schwemlingen
Schwemlingen est un stadtteil de la ville de Merzig en Sarre.

## Géographie

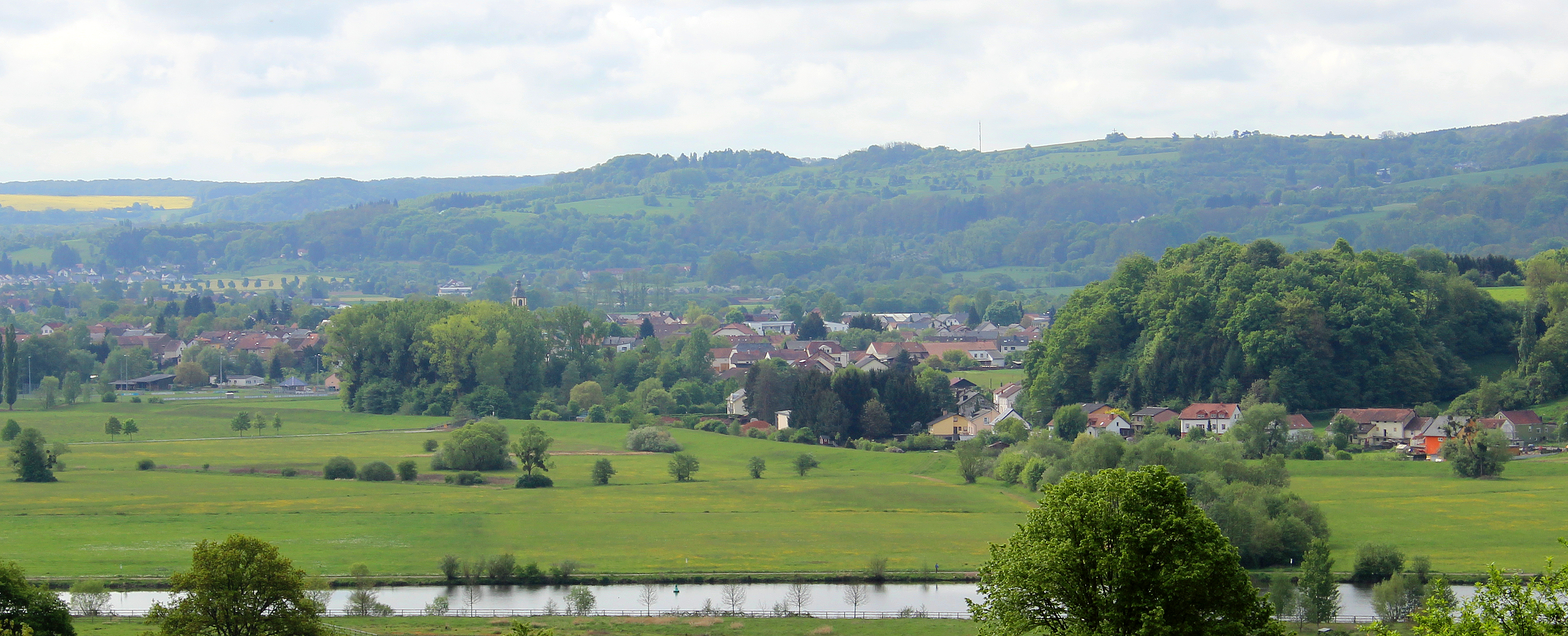
Panorama.

## Histoire
Ancien chef-lieu de la basse-mairie du Saargau, ce village est cédé au royaume de France par la convention du premier juillet 1778. Il devint ensuite une commune de la Moselle dépendante du canton de Sierck sous le nom de Schwemling, pour être finalement cédé à l'Allemagne en 1815.

## Lieux et monuments

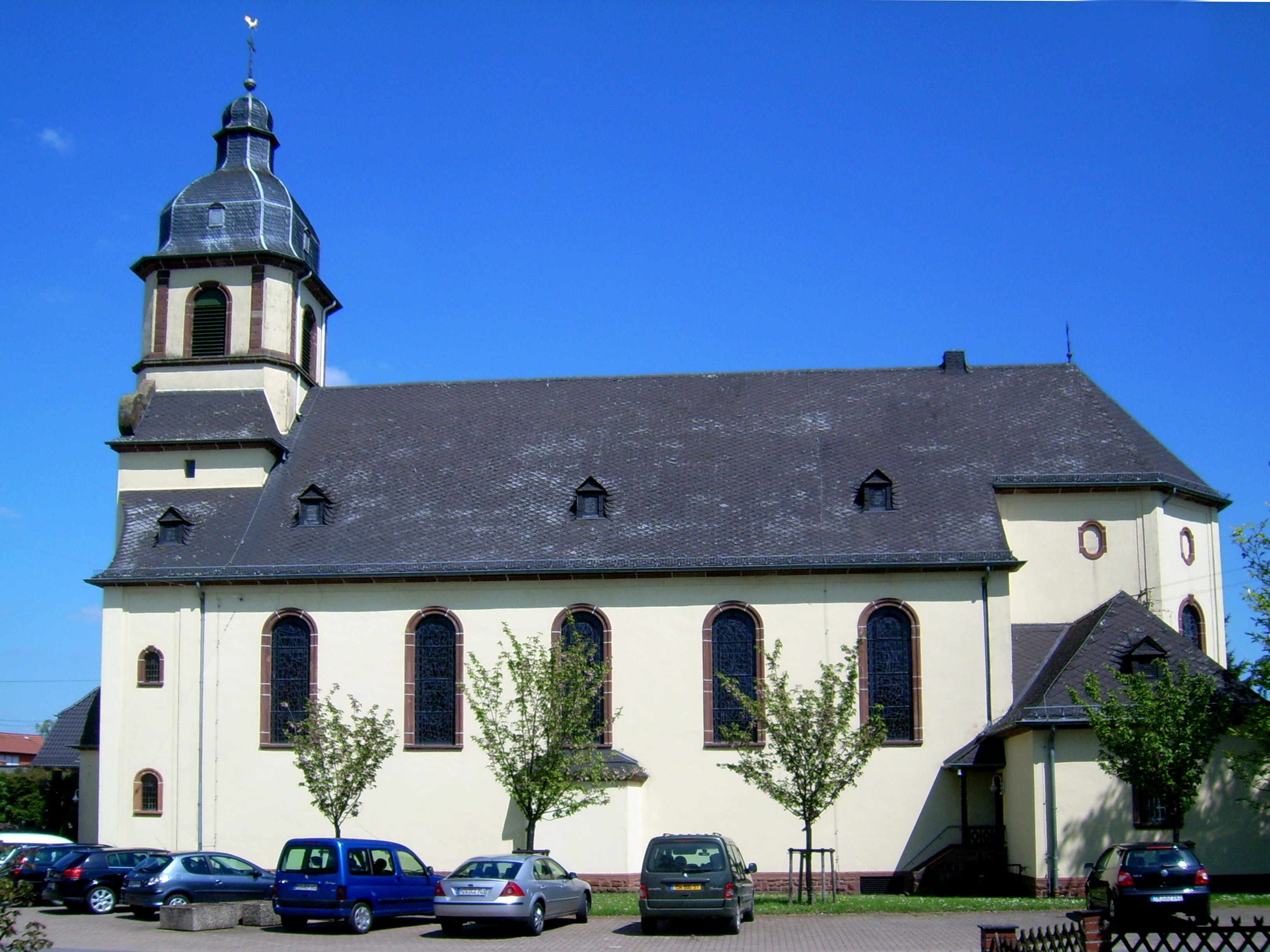
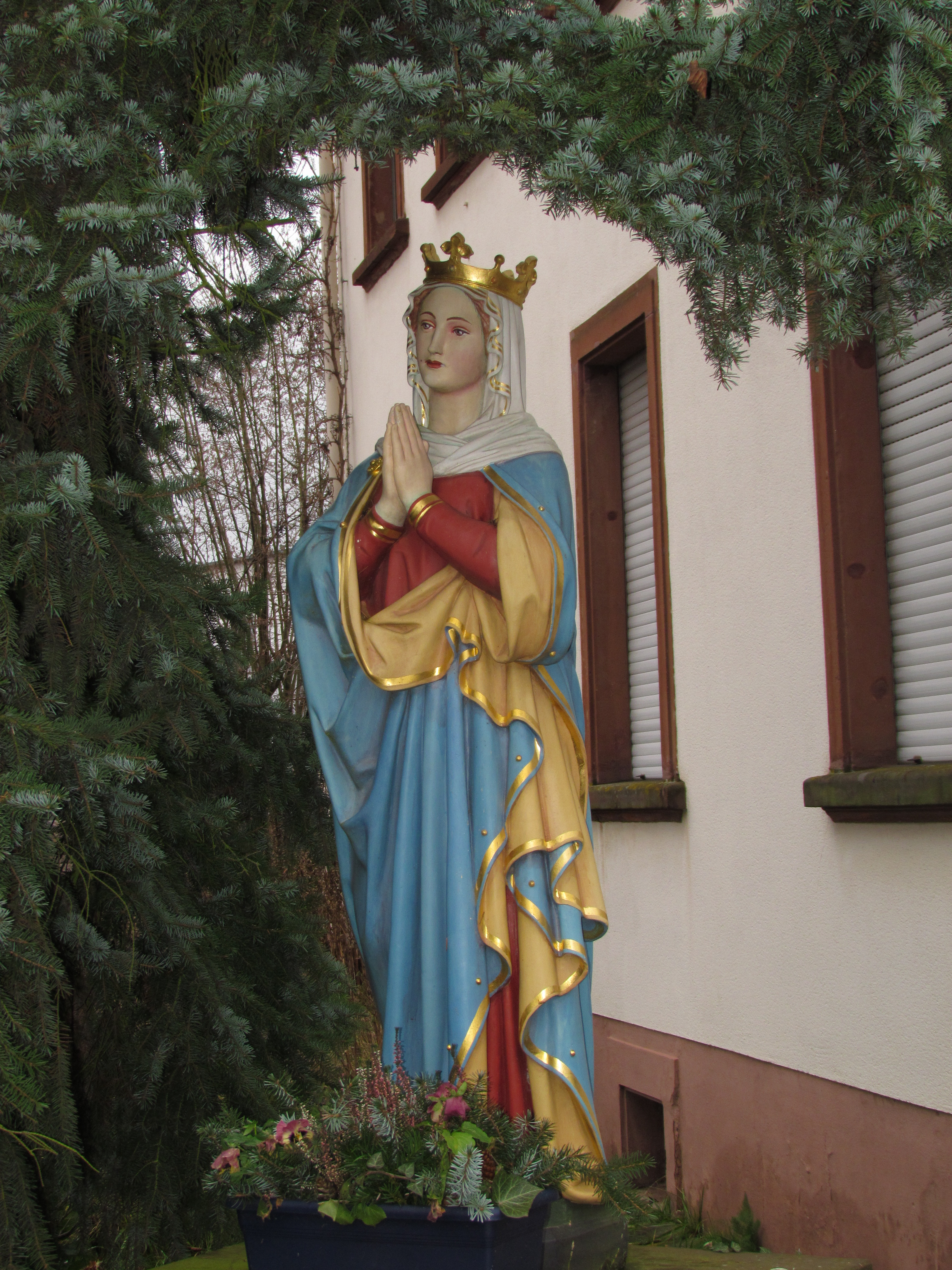
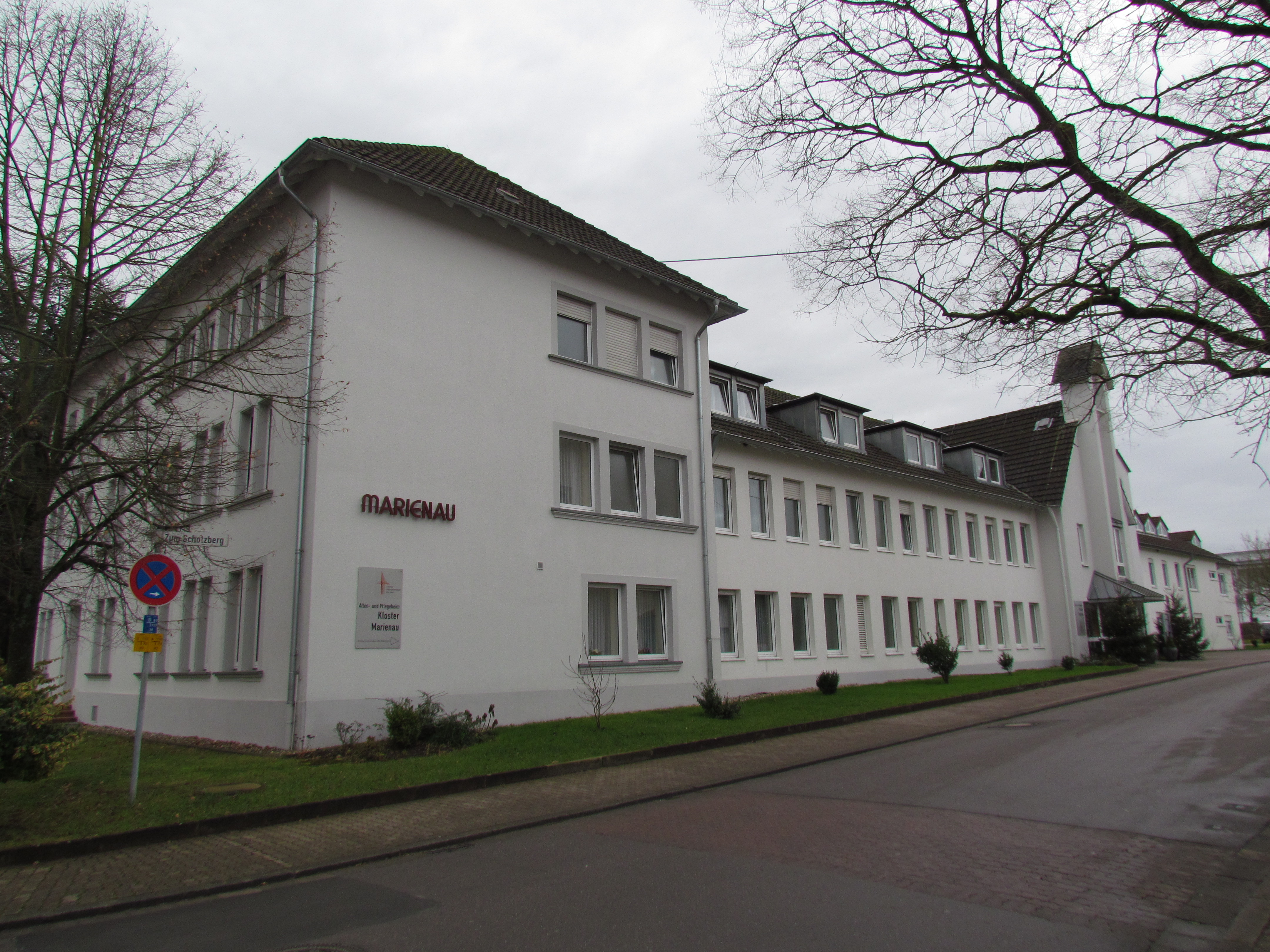
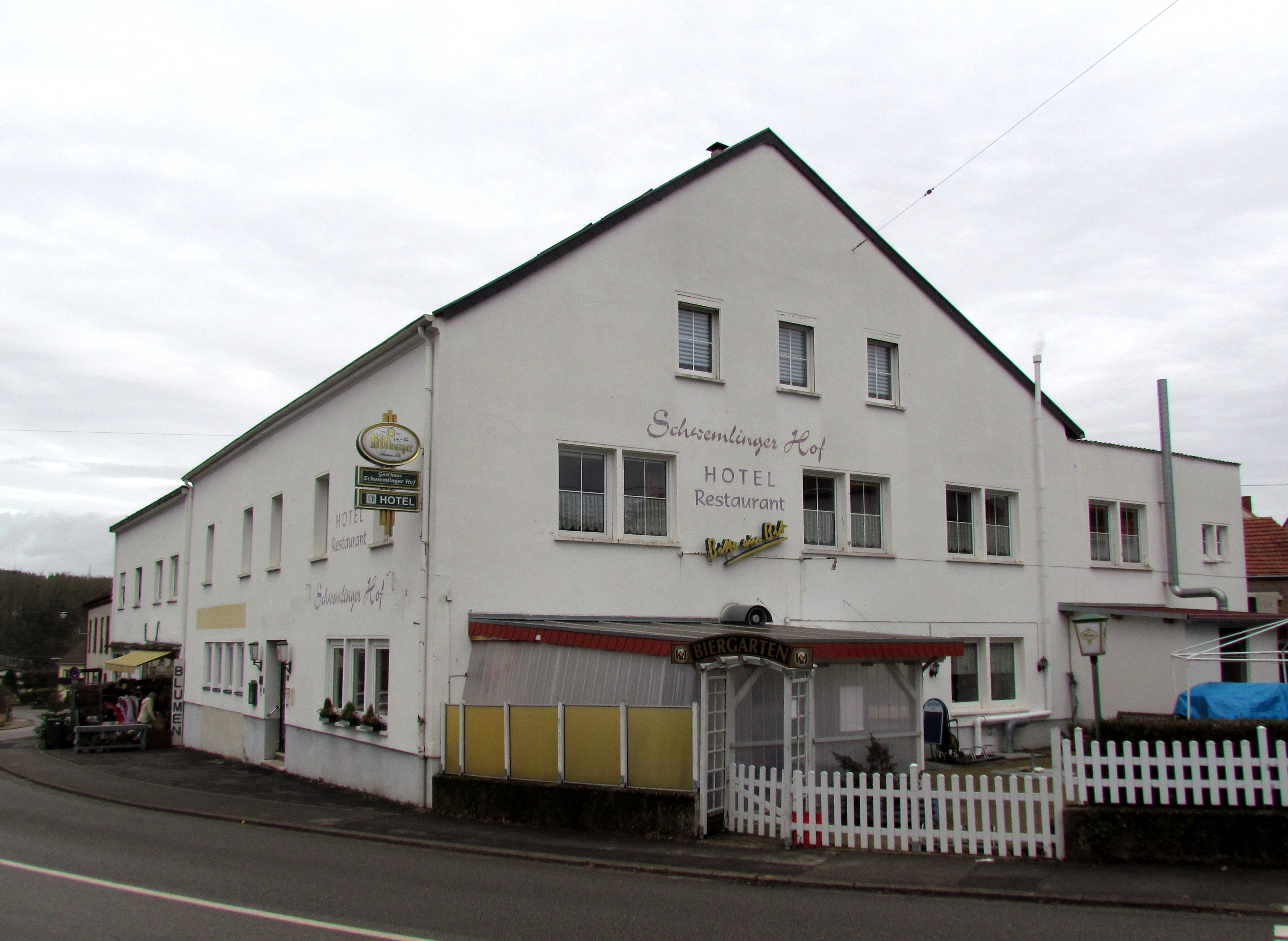